# حبيب بن خراش التميمي
حبيب بن خراش بن حبيب اليربوعي التميمي صحابي جليل من بني ثعلبة بن يربوع من بني تميم وكان حليفاً لبني سلمة من الأنصار وشهد مع النبي محمد ﷺ غزوة بدر ومعه مولى له يُقَال له الصامت.

## نسبه
هو حبيب بن خراش بن حبيب بن خراش بن الصامت بن الكباس بن جعفر بن ثعلبة بن يربوع بن حنظلة بن مالك بن زيد مناة بن تميم بن مر اليربوعي الحنظلي التميمي. قال ابن الكلبي: «كان حبيب بن خراش اليربوعي التميمي حليفاً لبني سلمة من الأنصار، وقد شهد بدراً مع النبي صل الله عليه وسلم وشهد معه مولى له يقال له الصامت».